# Futabasha
Futabasha Publishers Ltd. (jap. 株式会社双葉社 Kabushiki-gaisha Futabasha) – japońskie wydawnictwo zajmujące się publikacją książek, mang i czasopism. Zostało założone w maju 1948, jego siedziba mieści się zaś w tokijskiej dzielnicy Shinjuku.

## Wydawane czasopisma
- &home (2004–2013)[2][3]
- Action Pizazz (od 1991)[4]
- Bravo Ski (od 1981)[5]
- Comic High! (2004–2015)[6]
- Comic Seed! (2006–2008)[7]
- EX Taishū (od 2003)[8]
- Fall Line (od 2006)[9]
- Gekkan Action (od 2013)[10]
- Gekkan Manga Town (od 2000)[11]
- Jille (2001–2014)[12]
- Jour (od 1985)[13]
- Kankoku TV Drama Guide (od 2005)[14]
- Manga Action (od 1967)[15]
- Men’s Young (1995–2012)[16]
- Pachinko Kōryaku Magazine (1987–2020)[17]
- Pachisuro Kōryaku Magazine (1990–2020)
- Photokon Life (od 2000)
- Shōsetsu Suiri (od 1961)[18]
- Shūkan Taishū (od 1958)[19]
- Snow Trip Magazine (od 2021)[20]
- Soccer Hihyō (1998–2018)
- Soto (od 2012)[21]